# Vinča-tekens

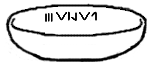
aardewerken schaaltje met Vinča-tekens

De Vinča-tekens of Vinča-symbolen zijn prehistorische tekens van de Vinčacultuur die gevonden werden in Zuidoost-Europa. Ze werden gedateerd rond 5300 tot 3200 voor Christus.
De veronderstelling dat dit schrifttekens zijn, wordt in twijfel getrokken vanwege de kortheid van de karakterreeksen (85 % van de vondsten bestaat uit slechts één teken) en het geringe aantal herhaalde symbolen. De meeste experts gaan ervan uit dat de Vinča-tekens een soort voorloper van het schrift vertegenwoordigen, wat betekent dat ze een boodschap bevatten maar nog geen taalkundige uitdrukkingen vertegenwoordigden. Een minderheid, zoals Harald Haarmann of Marija Gimbutas, beschouwt het als een oud Europees schrift en classificeert het als een variant van een "Donauschrift".

## Vondsten
In 1875 ontdekten archeologen tijdens opgravingen in Turdaș (nu Roemenië) veel objecten met voorheen onbekende symbolen. Een soortgelijke vondst werd in 1908 gedaan in Vinča, een voorstad van Belgrado, hemelsbreed ongeveer 220 km van Turdaş. Verdere ontdekkingen werden later gedaan in Banjica bij Belgrado. Tot op heden zijn er meer dan 1000 artefacten met dergelijke symbolen gevonden op verschillende opgravingen in Zuidoost-Europa, vooral in Griekenland, Bulgarije, Roemenië, Moldavië, Oost- Hongarije, Zuid -Oekraïne en Servië.
De meeste tekens werden gevonden op aardewerken vaten en kleine figuren, weinig op andere dragerobjecten. De karakters bestaan uit abstracte symbolen (kruisen, lijnen, enz.), pictogrammen (bijv. dierachtige afbeeldingen) en kam- of penseelpatronen. Sommige objecten bevatten meerdere symbolen die niet volgens een herkenbaar principe zijn geordend. Individuele symbolen zijn meestal te vinden op aardewerk, terwijl groepen symbolen op spintollen te vinden zijn.

## Betekenis voor de geschiedenis van het schrift
Over het algemeen werd de kennis of het gebruik van schrift toegeschreven aan geavanceerde culturen. Dit gebeurde in de veronderstelling dat alleen complexe samenlevingen administratieve zaken e.d. moesten vastleggen en hiervoor tekensystemen benodigden. Volgens de huidige kennis geldt dit niet voor de Vinčacultuur.
Het belang van de vondsten is dat ze dateren van ongeveer 1000 jaar vóór de opkomst van de oudste tekensystemen die eerder als schriftsystemen werden geïdentificeerd (zoals het Sumerisch schrift). Een vergelijking met karakters uit Zuidwest-Azië laat zien dat de karakters onafhankelijk van de Sumerische beschaving ontstonden. Er zijn enkele overeenkomsten te vinden met symbolen van andere neolithische tekensystemen die in Egypte, Kreta en zelfs China voorkwamen. Chinese wetenschappers suggereren echter dat verschillende culturen dergelijke karakters onafhankelijk van elkaar voortbrachten. Dienovereenkomstig vertegenwoordigden ze op zijn best een ontwikkeling in de richting van wat men een voorloper van het schrijven zou kunnen noemen. In Sumerië zijn rekenstenen met symbolen de voorlopers van het schrift.
Hoewel er in totaal een groot aantal symbolen is gevonden, bestaan de meeste vondsten uit zeer weinig bij elkaar geplaatste symbolen, waardoor het zeer onwaarschijnlijk is dat ze complexe teksten vertegenwoordigen. De enige uitzondering is een steen gevonden in de buurt van Sitovo (noordoost-Bulgarije) met ongeveer 50 karakters. Afgezien van de betwiste datering is het niet mogelijk om vast te stellen of de karakters überhaupt geschreven informatie vertegenwoordigen. Volgens een kwantitatieve taalkundige analyse hebben 59 % van de karakters de kenmerken van pottenbakkersmerken, 11,5 % zijn asymmetrische patronen op spilkransen, en 29,5 % kunnen mogelijk een niet-spraakafhankelijk symboolschrift vertegenwoordigen. 

## Interpretatie
De betekenis en het doel van de symbolen zijn onduidelijk, en het is controversieel of het een schrijfsysteem is. Als het dat zou zijn, zou de vraag zijn of het logogrammen, lettergrepen, of alfabetische tekens zijn. Pogingen om de symbolen te ontcijferen leverden geen algemeen aanvaarde resultaten op.
Aanvankelijk werd aangenomen dat de tekens niet meer waren dan eigendomssymbolen. Deze theorie werd grotendeels verlaten omdat sommige op elkaar lijkende symbolen overal in het Vinčacultuurgebied werden gevonden, soms honderden kilometers uit elkaar en gescheiden door eeuwen. De heersende theorie gaat ervan uit dat de symbolen in een agrarische samenleving religieuze doeleinden dienden, dat wil zeggen hiërogrammen waren. De symbolen werden eeuwenlang met weinig verandering gebruikt. De cultuur en riten die de symbolen vertegenwoordigen zijn ook heel lang constant gebleven.
Het gebruik van de tekens lijkt, samen met de objecten waarop ze verschenen, te zijn verlaten aan het begin van de bronstijd, een periode van ingrijpende sociale en religieuze veranderingen.
Een argument tegen de cultische betekenis van de tekendragers is dat de objecten waarop ze zich bevinden doorgaans op afvalstortplaatsen werden aangetroffen en dus waarschijnlijk geen blijvende betekenis voor de eigenaar hebben gehad.
Bepaalde voorwerpen, vooral kleine beeldjes, werden vaak onder huizen begraven aangetroffen. Dit ondersteunt de veronderstelling dat ze zijn gemaakt voor religieuze ceremonies die verband houden met het huis. Door tekens in te snijden werden de figuren toegewezen aan een specifieke godheid in het polytheïstische pantheon op wie wensen en hoop waren gericht. Tijdens de ceremonie werden de voorwerpen ritueel begraven (wat sommigen interpreteren als een votiefoffer).
Sommige van de zogenaamde kam- en penseelsymbolen, die ongeveer een zesde uitmaken van alle tot nu toe ontdekte symbolen, zouden getallen kunnen vertegenwoordigen. Wetenschappers wijzen erop dat een kwart van de karakters zich op de bodem van aardewerken vaten bevindt, een volgens moderne begrippen onwaarschijnlijke locatie voor religieuze symbolen.
De Vinčacultuur lijkt haar aardewerk via ruilhandel te hebben verspreid. Het betreffende vaatwerk werd in een uitgestrekt gebied gevonden. 
Vroege culturen zoals de Minoïsche en Sumerische culturen gebruikten hun geschriften oorspronkelijk voor boekhoudkundige doeleinden. De Vinča-symbolen hadden mogelijk een soortgelijk doel. Andere symbolen, voornamelijk die welke alleen op de bodem van vaatwerk voorkomen, zijn uniek. Dergelijke symbolen kunnen de maker van de vaten hebben geïdentificeerd.